# Łubka
Łubka (prononciation [ˈwupka]) est un village de la gmina de Siemień du powiat de Parczew dans la voïvodie de Lublin, situé dans l'est de la Pologne.
Il se situe à environ 4 kilomètres à l'ouest de Siemień (siège de la gmina), 11 kilomètres à l'ouest de Parczew (siège du powiat) et 44 kilomètres au nord de Lublin (capitale de la voïvodie).

## Histoire
De 1975 à 1998, le village est attaché administrativement à l'ancienne Voïvodie de Biała Podlaska.

Depuis 1999, il fait partie de la nouvelle voïvodie de Lublin.